# Fama (3.ª temporada)
A terceira temporada do Fama, também conhecida como Fama Show, foi exibida entre 5 de junho e 7 de agosto de 2004 pela Rede Globo em dez programas. Foi apresentada por Angélica e dirigido por Carlos Magalhães, e não contando com um corpo de jurados pela primeira vez.
Tiago Silva foi coroado como vencedor da temporada com 46% dos votos; Cidia Luize e João Sabiá ficaram em segundo e terceiro lugar, respectivamente. Apesar do contrato com a Warner prever um álbum solo para o vencedor, Tiago pediu para seguir carreira como dupla sertaneja com Hugo, com quem havia se identificado musicalmente no programa, tendo o pedido aceito e formando assim o duo Hugo & Tiago em uma ação inédita no formato mundial.

## Produção
Diferente das edições anteriores, não houve um corpo de jurados nesta temporada, ficando nas mãos do público a avaliação, votando pelo telefone em notas de 0 a 10 para cada apresentação, das quais seriam definidos o mais votado como imune na semana seguinte e os dois menos votados como indicados à zona de risco de eliminação. Além disso a eliminação passou a não ocorrer mais no mesmo dia, apenas na semana seguinte, quando os dois indicados à eliminação duelavam com uma mesma canção e, o menos votado, era eliminado logo no início do programa, enquanto o escolhido para ficar se juntava aos demais para a apresentação semanal. A decisão foi tomada após o programa ter sido criticado pela eliminação de Livia Leite na primeira edição, que foi salva pelo público da votação cinco vezes, mas foi eliminada pelos jurados na semifinal. Angélica passou a apresentar o programa sozinha e a direção mudou novamente, passando para Carlos Magalhães. Além diss, o programa passou a contar com temas especiais, como Músicas de novelas, MPB e respiratório de artistas específicos. Djavan, Sandra de Sá, Elza Soares, Roberta Miranda, Wanderléa, José Augusto, Cláudio Zoli, Dudu Nobre, Emmerson Nogueira e Roberto Menescal compareceram a Academia Fama para dar uma aula cada para os participantes.

## Participantes
| Participante    | Idade   | Situação                             |
| --------------- | ------- | ------------------------------------ |
| Tiago Piquilo   | 20 anos | Vencedor em 7 de agosto de 2004      |
| Cídia Luíze     | 18 anos | 2º lugar em 7 de agosto de 2004      |
| João Sabiá      | 23 anos | 3º lugar em 7 de agosto de 2004      |
| Marina Elali    | 21 anos | 11ª eliminada em 31 de julho de 2004 |
| Dan Torres      | 24 anos | 10º eliminado em 31 de julho de 2004 |
| Daniel Chaudon  | 23 anos | 9º eliminado em 31 de julho de 2004  |
| Hugo Alves      | 21 anos | 8º eliminado em 31 de julho de 2004  |
| Helen Cristina  | 18 anos | 7ª eliminada em 24 de julho de 2004  |
| Ivo Pessoa      | 35 anos | 6º eliminado em 17 de julho de 2004  |
| Mariana Belém   | 24 anos | 5ª eliminada em 10 de julho de 2004  |
| Gabriela Nader  | 22 anos | 4ª eliminada em 3 de julho de 2004   |
| Graziela Santos | 26 anos | 3ª eliminada em 26 de junho de 2004  |
| Sofia Laura     | 18 anos | 2ª eliminada em 19 de junho de 2004  |
| Homero Baroni   | 23 anos | 1º eliminado em 12 de junho de 2004  |

## Apresentações ao vivo

### Semana 1 (5 de junho de 2004)
| Participante(s) | Música                                   | Resultado     |
| --------------- | ---------------------------------------- | ------------- |
| Tiago Silva     | "Como Vai Você" (Roberto Carlos)         |               |
| Marina Elali    | "Um Dia de Domingo" (Tim Maia)           |               |
| Dan Torres      | "Condição" (Lulu Santos)                 |               |
| Sofia Laura     | "Nada por Mim" (Kid Abelha)              |               |
| Homero Baroni   | "Noite do Prazer" (Cláudio Zoli)         | Zona de risco |
| Gabriela Nader  | "Nada Mais" (Gal Costa)                  |               |
| João Sabiá      | "Aquele Abraço" (Gilberto Gil)           |               |
| Cídia Luíze     | "Sol de Primavera" (Beto Guedes)         |               |
| Mariana Belém   | "Odara" (Caetano Veloso)                 |               |
| Graziela Santos | "Quem de Nós Dois" (Ana Carolina)        | Zona de risco |
| Daniel Chaudon  | "Será" (Legião Urbana)                   |               |
| Ivo Pessoa      | "Amor Meu Grande Amor" (Ângela Ro Ro)    |               |
| Hugo Alves      | "Evidências" (Chitãozinho e Xororó)      |               |
| Helen Cristina  | "Sonho Meu" (Maria Bethânia e Gal Costa) |               |

### Semana 2 (12 de junho de 2004)
| Participante(s)                          | Música                                            | Resultado                                |
| Duelo – Menos votados na semana anterior | Duelo – Menos votados na semana anterior          | Duelo – Menos votados na semana anterior |
| ---------------------------------------- | ------------------------------------------------- | ---------------------------------------- |
| Graziela Santos                          | "Não Quero Dinheiro (Só Quero Amar)" (Tim Maia)   |                                          |
| Homero Baroni                            | "Não Quero Dinheiro (Só Quero Amar)" (Tim Maia)   | Eliminado                                |
| Apresentações individuais                |                                                   |                                          |
| Helen Cristina                           | "Mar Serenou" (Clara Nunes)                       |                                          |
| Ivo Pessoa                               | "Codinome Beija-Flor" (Cazuza)                    |                                          |
| Sofia Laura                              | "Espelhos D'água" (Patricia Marx)                 | Zona de risco                            |
| Daniel Chaudon                           | "Enquanto Houver Sol" (Titãs)                     |                                          |
| Dan Torres                               | "Transas" (Ritchie)                               |                                          |
| Cídia Luíze                              | "Todo Azul do Mar" (Flávio Venturini)             |                                          |
| João Sabiá                               | "Zazueira" (Jorge Ben Jor)                        |                                          |
| Hugo Alves                               | "Estou Apaixonado" (Daniel)                       | Zona de risco                            |
| Marina Elali                             | "Meu Bem Querer" (Djavan)                         |                                          |
| Gabriela Nader                           | "Se Eu Não Te Amasse Tanto Assim" (Ivete Sangalo) |                                          |
| Mariana Belém                            | "Velha Infância" (Tribalistas)                    |                                          |
| Graziela Santos                          | "Perigo" (Zizi Possi)                             |                                          |
| Tiago Silva                              | "Ave Maria" (Dalva de Oliveira)                   | Imunizado                                |

### Semana 3 (19 de junho de 2004)
| Participante(s)                          | Música                                            | Resultado                                |
| Duelo – Menos votados na semana anterior | Duelo – Menos votados na semana anterior          | Duelo – Menos votados na semana anterior |
| ---------------------------------------- | ------------------------------------------------- | ---------------------------------------- |
| Hugo Alves                               | "Fácil" (Jota Quest)                              |                                          |
| Sofia Laura                              | "Fácil" (Jota Quest)                              | Eliminada                                |
| Apresentações individuais                |                                                   |                                          |
| Tiago Silva                              | "Aguenta Coração" (José Augusto)                  |                                          |
| Mariana Belém                            | "Paralela" (Vanusa)                               |                                          |
| Gabriela Nader                           | "You Are the Sunshine of My Life" (Stevie Wonder) |                                          |
| Dan Torres                               | "Não Chores Mais" (Gilberto Gil)                  |                                          |
| Marina Elali                             | "Atrás da Porta" (Chico Buarque e Elis Regina)    |                                          |
| Daniel Chaudon                           | "Meu Erro" (Os Paralamas do Sucesso)              |                                          |
| Graziela Santos                          | "Este Seu Olhar" (Tom Jobim)                      | Zona de risco                            |
| João Sabiá                               | "Deixa Isso pra Lá" (Jair Rodrigues)              |                                          |
| Cídia Luíze                              | "Lilás" (Djavan)                                  | Zona de risco                            |
| Ivo Pessoa                               | "Mesmo que Seja Eu" (Erasmo Carlos)               |                                          |
| Hugo Alves                               | "Dormi na Praça" (Bruno & Marrone)                |                                          |
| Helen Cristina                           | "O Bêbado e a Equilibrista" (Elis Regina)         | Imunizada                                |

### Semana 4 (26 de junho de 2004)
- Tema: Repertório de Roberto Carlos e Erasmo Carlos

| Participante(s)                          | Música                                   | Resultado                                |
| Duelo – Menos votados na semana anterior | Duelo – Menos votados na semana anterior | Duelo – Menos votados na semana anterior |
| ---------------------------------------- | ---------------------------------------- | ---------------------------------------- |
| Cídia Luíze                              | "Emoções"                                |                                          |
| Graziela Santos                          | "Emoções"                                | Eliminada                                |
| Apresentações individuais                |                                          |                                          |
| Ivo Pessoa                               | "As Curvas da Estrada de Santos"         |                                          |
| Marina Elali                             | "Eu Te Amo, Te Amo, Te Amo"              |                                          |
| Dan Torres                               | "Detalhes"                               |                                          |
| Tiago Silva                              | "Cavalgada"                              |                                          |
| Helen Cristina                           | "Além do Horizonte"                      |                                          |
| Daniel Chaudon                           | "Quando"                                 | Zona de risco                            |
| Hugo Alves                               | "Fera Ferida"                            |                                          |
| Mariana Belém                            | "Como É Grande o Meu Amor por Você"      |                                          |
| Gabriela Nader                           | "Festa de Arromba"                       | Zona de risco                            |
| Cídia Luíze                              | "Proposta"                               |                                          |
| João Sabiá                               | "Eu Sou Terrível"                        | Imunizado                                |

### Semana 5 (3 de julho de 2004)
| Participante(s)                          | Música                                       | Resultado                                |
| Duelo – Menos votados na semana anterior | Duelo – Menos votados na semana anterior     | Duelo – Menos votados na semana anterior |
| ---------------------------------------- | -------------------------------------------- | ---------------------------------------- |
| Daniel Chaudon                           | "Exagerado" (Cazuza)                         |                                          |
| Gabriela Nader                           | "Exagerado" (Cazuza)                         | Eliminada                                |
| Apresentações individuais                |                                              |                                          |
| Mariana Belém                            | "Amor Perfeito" (Roberto Carlos)             | Zona de risco                            |
| Dan Torres                               | "Your Song" (Elton John)                     |                                          |
| Helen Cristina                           | "Deixa a Vida me Levar" (Zeca Pagodinho)     |                                          |
| João Sabiá                               | "Carolina" (Seu Jorge)                       |                                          |
| Marina Elali                             | "Todo Azul do Mar" (Tim Maia)                |                                          |
| Hugo Alves                               | "Um Homem Quando Ama" (Chitãozinho & Xororó) | Zona de risco                            |
| Tiago Silva                              | "Eu Juro" (Leandro & Leonardo)               |                                          |
| Ivo Pessoa                               | "Sangrando" (Gonzaguinha)                    |                                          |
| Daniel Chaudon                           | "Pai" (Fábio Júnior)                         |                                          |
| Cídia Luíze                              | "Vapor Barato" (Gal Costa)                   | Imunizada                                |

### Semana 6 (10 de julho de 2004)
- Tema: Trilhas sonoras de novelas

| Participante(s)                          | Música                                                     | Novela                                   | Resultado     |
| Duelo – Menos votados na semana anterior | Duelo – Menos votados na semana anterior                   | Duelo – Menos votados na semana anterior |               |
| ---------------------------------------- | ---------------------------------------------------------- | ---------------------------------------- | ------------- |
| Hugo Alves                               | "Tudo que se Quer" (Emílio Santiago e Verônica Sabino)     | Tieta                                    |               |
| Mariana Belém                            | "Tudo que se Quer" (Emílio Santiago e Verônica Sabino)     | Tieta                                    | Eliminada     |
| Apresentações individuais                |                                                            |                                          |               |
| João Sabiá                               | "Tiro ao Álvaro" (Adoniran Barbosa)                        | Ciranda de Pedra                         |               |
| Marina Elali                             | "O Amor e o Poder" (Rosanah Fienngo)                       | Mandala                                  |               |
| Cídia Luíze                              | "Menino do Rio" (Baby do Brasil)                           | Água Viva                                |               |
| Dan Torres                               | "Mais uma Vez" (Renato Russo)                              | Mulheres Apaixonadas                     |               |
| Helen Cristina                           | "Pecado Capital" (Paulinho da Viola)                       | Pecado Capital                           | Zona de risco |
| Tiago Silva                              | "Nuvem de Lágrimas" (Fafá de Belém e Chitãozinho & Xororó) | Barriga de Aluguel                       |               |
| Ivo Pessoa                               | "Força Estranha" (Gal Costa)                               | Os Gigantes                              | Zona de risco |
| Hugo Alves                               | "No Rancho Fundo" (Chitãozinho & Xororó)                   | Tieta                                    |               |
| Daniel Chaudon                           | "Outono" (Djavan)                                          | Pedra sobre Pedra                        | Imunizado     |

### Semana 7 (17 de julho de 2004)
- Tema: Clássicos da MPB

| Participante(s)                          | Música                                   | Resultado                                |
| Duelo – Menos votados na semana anterior | Duelo – Menos votados na semana anterior | Duelo – Menos votados na semana anterior |
| ---------------------------------------- | ---------------------------------------- | ---------------------------------------- |
| Helen Cristina                           | "Travessia" (Milton Nascimento)          |                                          |
| Ivo Pessoa                               | "Travessia" (Milton Nascimento)          | Eliminado                                |
| Apresentações individuais                |                                          |                                          |
| Daniel Chaudon                           | "O Cantador" (Elis Regina)               |                                          |
| João Sabiá                               | "Fio Maravilha" (Jorge Ben Jor)          |                                          |
| Tiago Silva                              | "Foi Deus que Fez Você" (Amelinha)       |                                          |
| Cídia Luíze                              | "Carolina" (Chico Buarque)               |                                          |
| Marina Elali                             | "Eu e a Brisa" (Johnny Alf)              | Zona de risco                            |
| Dan Torres                               | "Alegria, Alegria" (Caetano Veloso)      |                                          |
| Helen Cristina                           | "Arrastão" (Edu Lobo)                    | Zona de risco                            |
| Hugo Alves                               | "Disparada" (Jair Rodrigues)             | Imunizado                                |

### Semana 8 (24 de julho de 2004)
- Tema: Repertório de Chico Buarque

| Participante(s)                          | Música                                   | Resultado                                |
| Duelo – Menos votados na semana anterior | Duelo – Menos votados na semana anterior | Duelo – Menos votados na semana anterior |
| ---------------------------------------- | ---------------------------------------- | ---------------------------------------- |
| Marina Elali                             | "O Meu Amor"                             |                                          |
| Helen Cristina                           | "O Meu Amor"                             | Eliminada                                |
| Apresentações individuais                |                                          |                                          |
| Hugo Alves                               | "Gente Humilde"                          | Zona de risco                            |
| Dan Torres                               | "Até o Fim"                              |                                          |
| Daniel Chaudon                           | "Tatuagem"                               |                                          |
| Cídia Luíze                              | "As Vitrines"                            |                                          |
| Tiago Silva                              | "Maninha"                                | Zona de risco                            |
| Marina Elali                             | "Olhos nos Olhos"                        |                                          |
| João Sabiá                               | "A Rita"                                 | Imunizado                                |

### Semana 9 (31 de julho de 2004)
| Participante(s)                          | Música                                     | Resultado                                |
| Duelo – Menos votados na semana anterior | Duelo – Menos votados na semana anterior   | Duelo – Menos votados na semana anterior |
| ---------------------------------------- | ------------------------------------------ | ---------------------------------------- |
| Tiago Silva                              | "Coração Sertanejo" (Chitãozinho & Xororó) |                                          |
| Hugo Alves                               | "Coração Sertanejo" (Chitãozinho & Xororó) | Eliminado                                |
| Apresentações individuais                |                                            |                                          |
| João Sabiá                               | "País Tropical" (Jorge Ben Jor)            |                                          |
| Dan Torres                               | "Hotel California" (Eagles)                | Eliminado                                |
| Daniel Chaudon                           | "Se" (Djavan)                              | Eliminado                                |
| Cídia Luíze                              | "Ainda Lembro" (Marisa Monte)              |                                          |
| Marina Elali                             | "À Francesa" (Marina Lima)                 | Eliminada                                |
| Tiago Silva                              | "Jura Secreta" (Simone)                    |                                          |

### Semana 10: Final (7 de agosto de 2004)
| Participante(s)                              | Música                                       | Resultado                                    |
| Primeira rodada – Apresentações competitivas | Primeira rodada – Apresentações competitivas | Primeira rodada – Apresentações competitivas |
| -------------------------------------------- | -------------------------------------------- | -------------------------------------------- |
| Tiago Silva                                  | "Imbranato" (Tiziano Ferro)                  | Vencedor                                     |
| João Sabiá                                   | "Renata, Renatinha" (autoral)                | 3º lugar                                     |
| Cídia Luíze                                  | "De Noite na Cama" (Caetano Veloso)          | 2º lugar                                     |
| Segunda rodada – Apresentações especiais     |                                              |                                              |
| Cídia Luíze João Sabiá Tiago Silva           | "Fico Assim Sem Você" (Claudinho & Buchecha) | "Fico Assim Sem Você" (Claudinho & Buchecha) |
| Tiago Silva Hugo Alves                       | "A Majestade, O Sabiá" (Roberta Miranda)     | "A Majestade, O Sabiá" (Roberta Miranda)     |
| Cídia Luíze Dan Torres                       | "Pra Você eu Digo Sim" (Rita Lee)            | "Pra Você eu Digo Sim" (Rita Lee)            |
| João Sabiá Helen Cristina                    | "If I Fell" (The Beatles)                    | "If I Fell" (The Beatles)                    |